# Daldinia loculatoides
Daldinia loculatoides är en svampart som beskrevs av Wollw. & M. Stadler 2004. Daldinia loculatoides ingår i släktet Daldinia och familjen kolkärnsvampar.   Inga underarter finns listade i Catalogue of Life.